# Sozialform
In der Fachsprache der Didaktik werden durch die Sozialform die Beziehungen im Unterricht geregelt. Äußerlich ist sie in der Sitz- und Raumordnung erkennbar, innerlich zeigt sie die Kommunikations- und Interaktionsstruktur an. Der Begriff wurde durch Wolfgang Schulz geprägt.

## Funktionen von Sozialformen
Durch Sozialformen wird die Beziehungsstruktur geregelt, die zum einen durch die Sitzordnung und die räumlich-personale Ordnung (äußerer Aspekt), zum anderen durch die Kommunikations- und Interaktionsstruktur des Unterrichts (innerer Aspekt) determiniert ist. Dies erfolgt jedoch nur in dem Maße, in dem die beiden Aspekte von Lehrenden und Lernenden akzeptiert und praktiziert werden.

## Arten von Sozialformen

### In erster Linie im schulischen (und universitären) Bereich anzutreffende Sozialformen
Je nachdem, ob eine Lerngruppe (zumeist eine Schulklasse) als ganze mit der gleichen Aufgabe beschäftigt oder in kleinere Gruppen aufgeteilt ist, liegt eine der folgenden vier Sozialformen vor:
- Frontalunterricht (kann beispielsweise in der Schulveranstaltungsform „Klassenunterricht“ oder in der universitären Lehrveranstaltungsform „Vorlesung“ vorkommen),
- Gruppenarbeit oder Gruppenunterricht,
- Partnerarbeit oder Tandemarbeit,
- Einzelarbeit oder Stillarbeit.

Der Frontalunterricht ist eine Sozialform, bei der eine frontale Gegenüber-Positionierung von Lehrer und Schülern im Raum das dominierende Setting für das Unterrichten darstellt.
Sobald ein größerer Verband wie ein Klassenverband aufgeteilt wird, ist die Sozialform Frontalunterricht nicht mehr gegeben.
Bei der Sozialform Gruppenarbeit lernen die Schüler, sofern es um den Unterrichtsort „Regelschule“ geht, in den Unterteilungseinheiten eines aufgeteilten Klassenverbands. Sie arbeiten in Gruppen zusammen, die nach verschiedenen Kriterien gebildet wurden und arbeitsgleich oder arbeitsteilig vorgehen können.
Gruppenarbeit bis maximal fünf Personen und Partnerarbeit wird zusammenfassend auch als „Kleingruppenarbeit“ bezeichnet. Mischformen treten auf, wenn die Schüler frei zwischen Einzel- und Partnerarbeit wählen dürfen, was zum Beispiel bei der Aufgabenbearbeitung im Mathematikunterricht sinnvoll sein kann.
Eine Sonderform stellt das Plenum dar. Plenum bedeutet „Vollversammlung“ (soll heißen: alle zugehörigen Anwesenden kommen in einer gemeinsamen Versammlung zusammen). Fachleute oder Berichte werden gehört. Diese Fachleute sind Schüler oder kleine Schülergruppen. Es ist somit die Sozialform, um etwas zu erzählen, zu demonstrieren, darzustellen usw. (Präsentationssituation), eine Art „schülerseitiger Frontalunterricht“. (Im Plenum können verschiedene Schülergruppen beispielsweise im Wechsel ihre jeweiligen Ergebnisse zu einem Gruppenarbeitsprojekt präsentieren oder etwa ein neu eingeübtes Rollenspiel aufführen.)

### In erster Linie im außerschulischen Bereich anzutreffende Sozialformen
Eine weitere Sozialform, die eher im außerschulischen Bereich in der Gesellschaft zur Anwendung kommt, ist die Großgruppenmoderation. Dabei geht es um eine Methode, die dazu dient, große Planungs- und Entscheidungsgruppen von 50 bis 200 (oder sogar bis 1000) Teilnehmern durch Moderation in einem großen Versammlungsraum so zu steuern, dass sie in kurzer Zeit – typisch sind zwei bis drei Tage – zu umsetzbaren Ergebnissen kommen.

## Sozialform und Arbeitsform

### Fragestellungen für die begriffliche Orientierung
Jeder Unterrichtsphase lässt sich meistens genau eine Sozialform und eine Arbeitsform zuordnen. Der Sprachgebrauch ist allerdings insofern uneinheitlich, als nicht immer klar zwischen Sozial- und Arbeitsform bzw. Handlungsform unterschieden wird. In Anlehnung an Hilbert Meyer bietet es sich an, eine Differenzierung anhand zweier Fragen durchzuführen:
- Wer arbeitet mit wem zusammen? (= Sozialform)
- Welche Handlungsmuster (z. B. Vortrag halten, Diktat schreiben) sollen ausgeführt werden? (= Arbeitsform).

Beide Fragen sind in jedem Unterricht getrennt voneinander zu entscheiden und sollten auf die Passung untereinander und im Hinblick auf die anderen Unterrichtsfaktoren (Thema, Ziele, Medien, Voraussetzungen der Schüler) reflektiert werden.
Innerhalb einer gegebenen Sozialform sind unterschiedliche Arbeitsformen möglich; so umfasst zum Beispiel die „Arbeit im größeren Verband“ u. a. die Möglichkeit des Frontalunterrichts mit dessen Arbeitsformen
- Lehrervortrag,
- fragend-entwickelnder Unterricht,
- Unterrichtsgespräch.

Für noch ungeordnete Verzeichnisse von Arbeitsformen siehe Lehrmethode, Lernmethode, Liste der Unterrichtsmethoden.

### Wechsel zwischen den Sozial- und Arbeitsformen im schulischen Unterrichtsalltag
Insbesondere bei jüngeren Schülern ist es angebracht, im Verlauf einer Unterrichtsstunde zwischen zwei oder mehr Arbeitsformen zu wechseln (methodische Varianz), um einer Ermüdung der Aufmerksamkeit vorzubeugen. Dieser Umstand kann im Einzelfall sogar zur Folge haben, dass der Lehrer nicht die ausgewählte Methode zur gegebenen geplanten Unterrichtsphase wählt, sondern zur Belebung der Schüler eine zusätzliche Unterrichtsphase mit einer aktivierenden Methode einschiebt.
Der Frontalunterricht stand lange Zeit stark in der Kritik und galt im Kanon der Sozialformen geradezu als Schmuddelkind, was teilweise in der Forderung „So wenig Frontalunterricht wie möglich!“ gipfelte. Ließ dies lange Zeit Lehrkräfte und damit erfahrene Praktiker den Kopf schütteln, so hat sich das Blatt mittlerweile gewendet. Hilbert Meyers Forderung nach einer Methodenvielfalt folgend, setzen gute Lehrkräfte heute ganz bewusst alle vier Sozialformen ein. Dafür spricht eine Vielzahl unterschiedlicher Gründe:
- Der Unterricht wird abwechslungsreicher.
- Die Schülerinnen und Schüler werden aktiviert.
- Unterschiedliche Kompetenzen werden geschult.
- Unterschiedliche Lehraufgaben erfordern unterschiedliche Sozialformen.
- Auch in der außerschulischen Realität ist ein Agieren in unterschiedlichen „Sozialformen“ (Interaktionsstrukturen) gefragt.